# Saint Vincent i Grenadyny na igrzyskach Wspólnoty Narodów
Reprezentacja Saint Vincent i Grenadyn zadebiutowała na igrzyskach Wspólnoty Narodów w 1958 roku na igrzyskach w Cardiff i od tamtej pory reprezentacja wystartowała na wszystkich igrzyskach, oprócz zawodów w 1962, 1982, 1986 i 1990 roku. Kraj nigdy nie był organizatorem igrzysk.

## Klasyfikacja medalowa
| Igrzyska          | Złoto | Srebro | Brąz | Razem |
| ----------------- | ----- | ------ | ---- | ----- |
| 1958 Cardiff      | 0     | 0      | 0    | 0     |
| 1966 Kingston     | 0     | 0      | 0    | 0     |
| 1970 Edynburg     | 0     | 0      | 1    | 1     |
| 1974 Christchurch | 1     | 0      | 0    | 1     |
| 1978 Edmonton     | 0     | 0      | 0    | 0     |
| 1994 Victoria     | 0     | 0      | 0    | 0     |
| 1998 Kuala Lumpur | 0     | 0      | 0    | 0     |
| 2002 Manchester   | 0     | 0      | 0    | 0     |
| 2006 Melbourne    | 0     | 0      | 0    | 0     |
| 2010 Nowe Delhi   | 1     | 0      | 0    | 1     |
| Razem             | 2     | 0      | 1    | 3     |

### Według dyscyplin
| Dyscyplina        | Złoto | Srebro | Brąz | Razem |
| ----------------- | ----- | ------ | ---- | ----- |
| Boks              | 1     | -      | -    | 1     |
| Lekkoatletyka     | 1     | -      | -    | 1     |
| Podnoszenie cięż. | -     | -      | 1    | 1     |
| Razem             | 2     | 0      | 1    | 3     |